# Scotopteryx vicinaria
Scotopteryx vicinaria är en fjärilsart som beskrevs av Lederer 1870. Scotopteryx vicinaria ingår i släktet backmätare, och familjen mätare. Inga underarter finns listade.